# 密西西比大学法学院
密西西比大学法学院（University of Mississippi School of Law）是一所位于美国密西西比州牛津 (密西西比州)的法学院，附属于密西西比大学。该院创建于1854年。该院在《美国新闻与世界报道》的法学院排名中排到98名。